# Juntos, nada más
Juntos, nada más (Título original: Ensemble, c’est tout) es la tercera novela publicada por la escritora y periodista francesa Anna Gavalda, que fue publicada por primera vez en francés, en 2004. En español fue editado por Seix Barral en el año 2007. Fue traducido a 20 idiomas. El libro tiene 544 páginas. En 2007, la novela fue adaptada al cine en una película con el mismo nombre, dirigida por Claude Berri.

## Resumen
La novela cuenta la historia de cuatro personas que viven en una casa en diferentes apartamentos, en París, durante un año. El libro cuenta cómo estas personas se han conocido y poco a poco el lector se entera de la vida personal de cada uno.
Philibert, enormemente tímido, es un noble que trabaja como vendedor de postales en un museo. Vive en un apartamento inmenso que antes pertenecía a su abuela, la cual se murió el año anterior. Franck, su compañero de piso, es todo lo contrario que Philibert, trabaja en un restaurante, va en moto y pasa las noches con chicas. 
Un día, Philibert se da cuenta de que la vecina que vive justo encima de él parece estar enferma. Camille tiene 26 años y pesa solamente 48kg, lo que es muy poco para una mujer de 173cm. Desde su infancia, como su madre (una fumadora empedernida) le ofrecía comidas poco placenteras, Camille no tenía ganas de comer. Ha empezado a estudiar arte y tiene afición por el diseño, pero actualmente trabaja durante la noche como señora de la limpieza y no le apetece diseñar. Esa noche, Philibert se anima y sube al cuarto de Camille para ver si está bien o no. La encuentra con fiebre en un colchón, medio inconsciente. La ayuda a levantarse y con mucho cariño cuida de ella en su propio piso. Después de algunos días Camille se siente mejor y sube a su piso, pero con un sobresalto se da cuenta de que alguien ha revuelto sus cosas. Agradecida acepta la oferta de Philibert de quedarse en un cuarto en el piso de éste. A Franck, no le gusta mucho la idea que a partir de ahora tenga que compartir el piso también con una chica. Los dos vuelven de discutir día tras día. Mientras Camille y Philibert se llevan bien desde el primer día, Camille y Franck se tienen que acostumbrar poco a poco el uno al otro. 
El último día del año 2003, Franck convence a Camille para ayudarle en su trabajo en el restaurante. Paulatinamente se acercan y después de un viaje a una granja de amigos de Franck, los dos se enamoran y se hacen pareja. Camille se siente mejor y vuelve a empezar a diseñar. Después de una cena en un restaurante con Paulette, la abuela de Franck, Camille y Philibert le proponen a Franck que Paulette pueda vivir también en el piso, juntos los tres y ella. Camille se despide de su trabajo y se dedica al cuidado de la anciana. Poco después, en junio de 2004, Philibert se casa con la actriz Suzy Martin y viven juntos en otro piso. En consecuencia, Camille, Franck y Paulette se trasladan a la casa de Paulette y Camille se dedica con mucho amor a arreglar todo y a dejar el jardín muy bonito. Antes de que Camille pueda empezar a renovar la casa, Paulette se muere plácidamente  en el jardín. Hasta entonces Camille no piensa mucho en una exposición de sus cuadros, pero después de la muerte de Paulette le apetecería exponer las pinturas que ha hecho de ella. Franck prepara sus cosas y se quiere ir, y a la pregunta de Camille de a dónde se va, él le contesta que va a empezar a trabajar en Inglaterra y que Paulette le ha legado la casa a Camille. Finalmente Camille le convence para que no se marche y para hacerse cargo de un viejo restaurante vacío cerca de la casa de Paulette. Por fin, se reúnen Philibert, Suzy, Camille y Franck el día de la inauguración del restaurante y Camille susurra a Franck que desearía un bebé suyo. Franck levanta a Camille y la lleva arriba al espacio privado.

## Protagonistas

### Camille Fauque
Camille tiene 26 años y trabaja como mujer de la limpieza. Vive en un pequeño piso en el ático de una casa en París. Le encanta dibujar pero muchas veces no tiene la fuerza de hacerlo porque no come lo suficiente. Tiene una relación difícil con su madre y se pelea con ella a menudo. Después de las dificultades que tiene al inicio con Franck, se enamora de él y se anima a dibujar de nuevo.

### Philibert Marquet
Philibert es el vecino de Camille, vive en un piso muy grande en el mismo edificio. Trabaja en la tienda de un museo, es muy tímido y tartamudea. Cuando conoce a Camille le llama mucho la atención y le propone una cena. Al conocerse mejor, Philibert se preocupa mucho por la salud de Camille y cuando ella está muy enferma se la lleva a su casa para cuidarla.

### Franck Lestafier
Franck es cocinero en un restaurante de lujo y es el compañero de piso de Philibert. Es un tipo muy bruto, malhablado y mujeriego.  Visita a menudo a su abuela Paulette en la residencia de ancianos donde vive antes de trasladarse al piso de Philibert. A veces parece agotado por su trabajo y está de mal humor en casa luego. Por eso, le cuesta mucho acostumbrarse a la nueva situación con Camille como compañera de piso. Pero al final es ella quien le muestra las cosas importantes de la vida y se enamora de ella.

### Paulette
Paulette es la abuela de Franck y le tiene mucho cariño. Al inicio todavía vive en una residencia de ancianos pero luego los otros tres personajes deciden vivir juntos con ella en el piso de Philibert y Camille la cuida hasta su muerte.

## Adaptación cinematográfica
Gracias a su gran éxito, en 2007 la novela fue llevada también a la gran pantalla por el director francés Claude Berri con el nombre original Ensemble, c'est tout. El papel de Camille está interpretado por la famosa actriz Audrey Tautou, el de Franck por Guillaume Canet, el de Philibert por Laurent Stocker y el de Paulette por Françoise Bertin.